# Chalcides bedriagai
Chalcides bedriagai là một loài thằn lằn trong họ Scincidae. Loài này được Bosca mô tả khoa học đầu tiên năm 1880.

## Hình ảnh

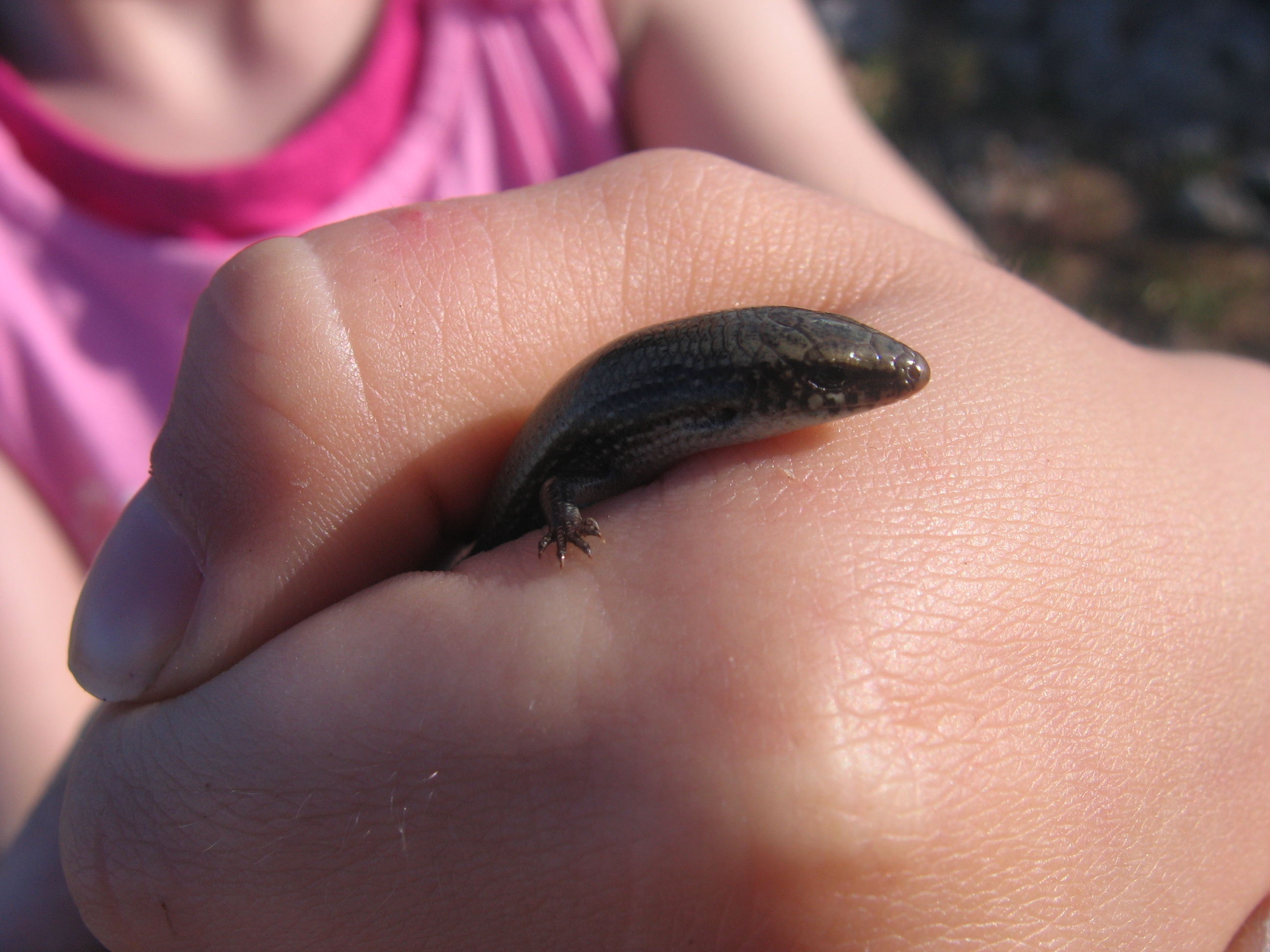
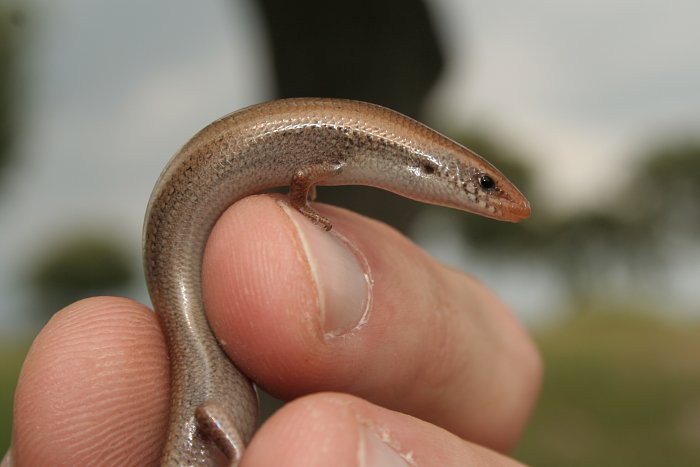
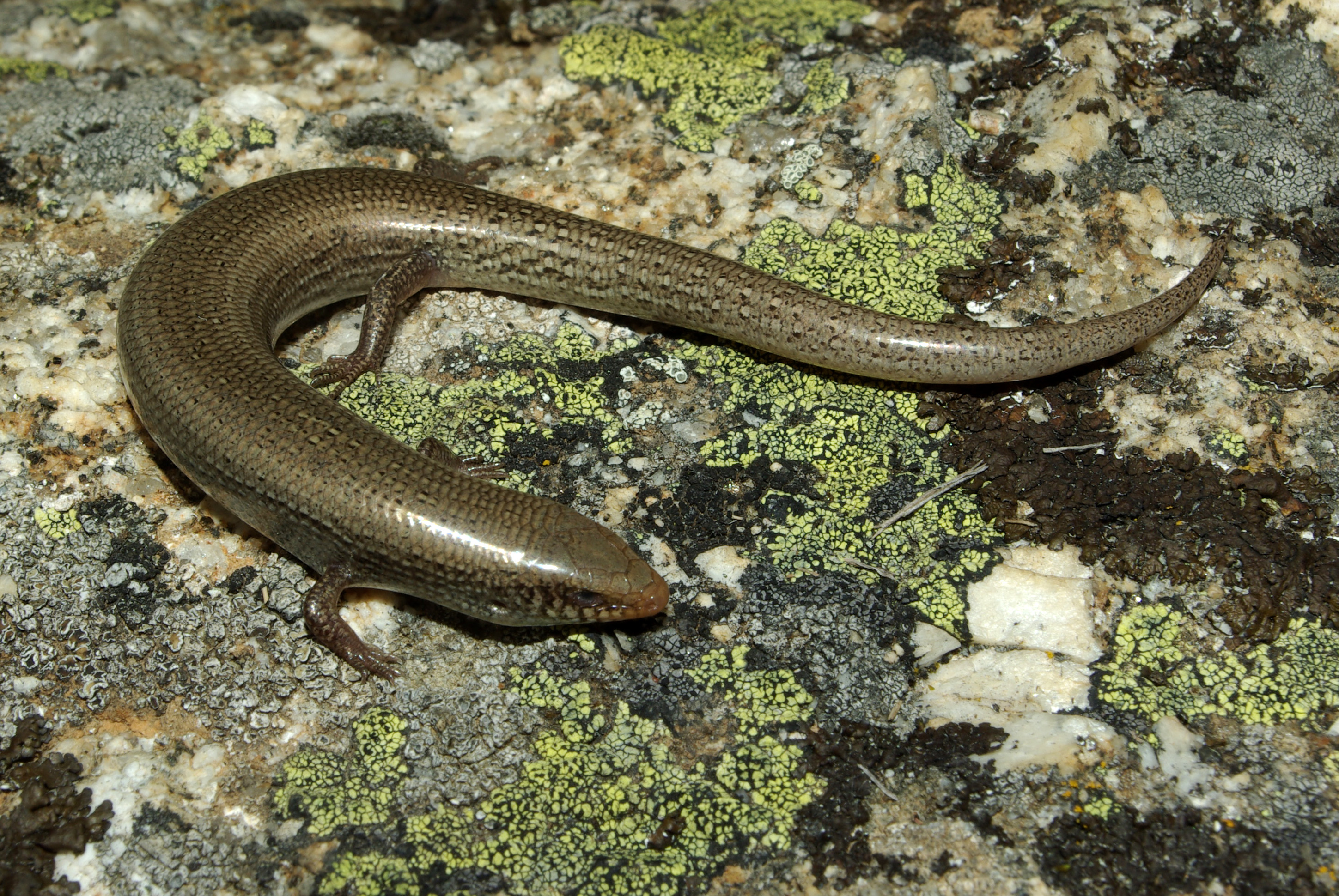